# موسيقى الآلة المغربية

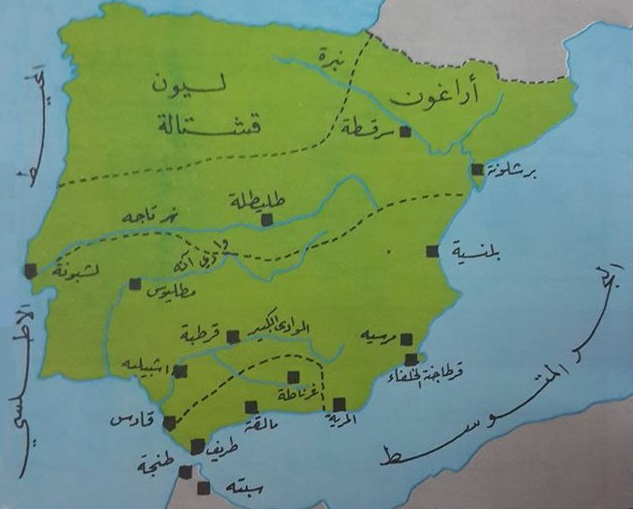
شبه الجزيرة الإيبيرية

لقد كانت الثمانية قرون التي استقر فيها المسلمون في شبه الجزيرة الإيبيرية (82هـ/771م-897هـ /1492م)، كافيّة لنضج القوالب الموسيقية والغنائية في تلك البلاد؛ والتي أنتجت طريقة في الغناء اتخذت مع مرور الوقت صبغة محلية، سرعان ما انتشرت في البلدان المجاورة؛ ومنها موسيقى الآلة التي انتقلت إلى المغرب، وهذا ما أكّدته المصادر التي عنت بهذا النمط الموسيقي.
 فجلّ النصوص أومأت إلى أنّ هذه الموسيقى أصلها عربي انتقلت من بلاد المشرق العربي إلى الأندلس بواسطة زرياب الموسيقي البغدادي الشهير، وتأثرت بمؤثرات مختلفة عربية وإيبيرية. لكن ثمة معطيات يجب الوقوف عليها لمعرفة المراحل التي قطعتها هذه الموسيقى التراثية  حتى اللحظة الحالية.

## التسمية

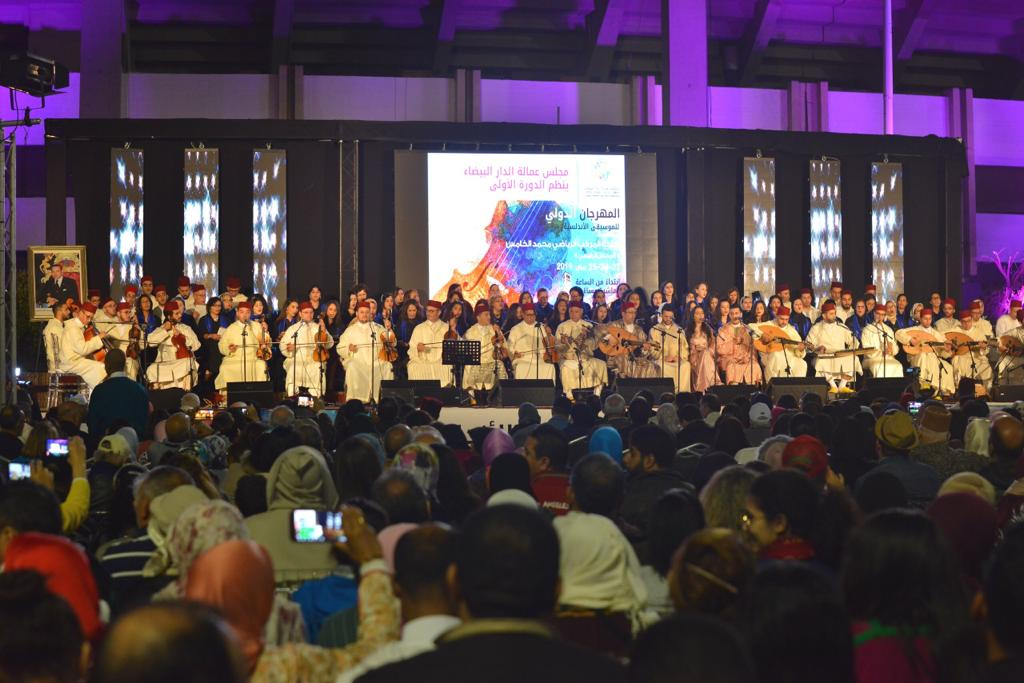
المهرجان الدولي للموسيقى الأندلسية بالدار البيضاء 2019

يُطرح إشكال التسمية في هذه الموسيقى بقوّة، إذ نجد مصطلح (الموسيقى الأندلسية) في مقابل  (طرب الآلة). محمد الفاسي أشار إلى أنّ التسمية المتداولة (الموسيقى الأندلسية) هي من اصطلاح الأوربيين؛ فقد كان الاسم المتداول عند العامة هو (الآلة) تمييزا لها عن السماع، وكان السّلف يكتفي باسم الموسيقى عموما دون نعتها بأي نعت. وقد ورد ذكر الآلي في «نزهة الحادي»، عندما أهدى المنصور الذهبي لأحد الموسيقيين شبّابة من الإبريز، حيث قال أحد القضاة جمعته الطريق بمجموعة من أرباب الموسيقى وأصحاب الأغاني بعد خروجهم من بلاط المنصور الذهبي «ولولا أنّ الموسيقى هو العلم العزيز ما رجعنا مخفّفين، ورجع الآلي بشبّابة الإبريز». ونفس الشيء أشار إليه إدريس بن جلون التويمي؛ عندما اعتبر أنّ تسميتها بـ: الموسيقى الأندلسية لم تعرف إلاّ في عهد الاستعمار الذي أطلق عليها هذا الاسم تشويها لعروبتها وتقليلا من إمكاناتنا العلمية والفنيّة، مضيفا أنّ الاسم المتداول عند المغاربة قبل الاستعمار هو الطرب أو الآلة. فالاستعمار الفرنسي هو الذي رسّخ هذه التسمية وأصبحت متداولة بعد ذلك عند الجميع. فمصطلح «موسيقى أندلسية»(Musique andalouseـ Mousiqua anadalossiya) لا يفي بالغرض، لأنه ينفي عن المغاربة المشاركة والمساهة الفعلية في تطوير النوبة.  لذلك عمدوا على تثبيت المصطلح المتداول قديما، والمسمى (الآلة). فتسميتها بالآلة يرجع إلى استعمال الآلات في العزف، والتي تتميّز أولا عن فن السماع، وثانيا تنفرد عن طبيعة الفنون الموسيقية التي سادت المغرب بعد عبور تلك الموسيقى إلى الضفة الأخرى واستقرار ناقليها في مجموعة من الحواضر المغربية.
لكن رغم كل ذلك فالإسم الرائج الآن هو (الموسيقى الأندلسية)، وهي تسمية تبرّر بعدم الخلط بين موسيقى الغرناطي سواء بالجزائر أو بالمغرب والمآلوف بتونس. خصوصا إذا علمنا أن موسيقى الآلة هو امتداد موضوعي للمدرسة البلنسية الأندلسية. بعدما ازدهرت المدرسة الإشبيلية في ليبيا وتونس. ثم المدرسة الغرناطية التي نشطت في الجزائر.

## زرياب في الأندلس
ساهم انتقال زرياب (857- 784م /173 ـ 243هـ) من بغداد إلى الأندلس في توطين ثقافة موسيقية جديدة؛ حيث أدخل العديد من التقاليد الموسيقية والغنائية. دون أن نغفل عنايته بمظهر الجوقة الموسيقية، وكذا ما رسّخه من طرق الأكل.
  ولابن خلدون التفاتة جميلة عندما أفاد أن زرياب ساهم في تأصيل ثقافة موسيقية جديدة تعتمد على التلقين والتدريس استمرت إلى فترة الطوائف. بمعنى، أنّ ما خلّفه زرياب من صناعة الغناء، امتدّ إلى فترة الصراع حول الإمارة؛ والتي تعرف تاريخيا بزمن الطوائف (400- 484هـ). فصنيعه امتد زهاء قرنين من الزمن؛ أي من القرن الثالث الهجري/ التاسع الميلادي إلى أواخر القرن الرابع الهجري/ العاشر الميلادي، إذ بقي الغناء في بلاد الأندلس يمتح من معين الطريقة الزريابية. وعلى الرغم من أنّ مجموعة من الموسيقيين قد سبقوا زرياب إلى بلاد الأندلس؛ أمثال علّون وزرقون أيام الحكم بن هشام والمعتمد العبادي (1040-1090هـ) الذي جمع إلى جانب الشعر الغناء والعزف على آلة العود. إلا أن تأثير زرياب شكّل فيصلا بين مرحلتين في الموسيقى العربية في بلاد الأندلس.
فزرياب هو الوسيط الموضوعي في نقل موسيقى المشرق إلى بلاد الأندلس. وبعد انهيار الحكم العربي بالأندلس، تفرّق الإرث الموسيقي على البلدان المجاورة، ومنها بلاد المغرب الأقصى. فالنصّ الغنائي الأندلسي كان يؤدّى وفق تقاليد بسيطة، قبل أن يأتي زرياب ويقعّد لمراسيمه التي اتسمت بالضبط المبني على التدرّج بين مراحل تبدأ من ثِقالِ النّغمات، وتتدرّج إلى خفيفها والتي بها يختتم العزف والغناء.

## أهمية الموشّح في موسيقى الآلة
اعتبر ظهور الموشّح في القرن الثالث الهجري/ التاسع الميلادي بداية مرحلة جديدة في تاريخ موسيقى الآلة؛ إذ سيغيّر الموازين الموسيقية التقليدية التي كانت سائدة؛ حيث استجاب لحاجات غنائية وموسيقية، نتيجة التفاعل بين العرب وساكنة بلاد الأندلس. فظهور الموشّح بهذا الشكل الجذّاب إن شكلا أو مضمونا، يشي أنّ ظاهرة موسيقية كانت سائدة، ساهمت في تعديل المزاج الجمعي للأندلسيين، ودفعتهم إلى استنساخ تلك الأشكال الموسيقية المتداولة شعرا وفق قواعد جديدة.
 فقد انتشرت ثقافة شعرية جديدة، تغذّت من الأشكال الموسيقية السائدة، والتي تطوّرت مع توالي الأيام لتشكّل نواة لطقوس غنائية أرخت بظلالها على واقع الموسيقى في تلك الربوع، والتي ستعرف تغييرات مسّت عمقها ونوّعت من طرائقها اللحنية والإيقاعية. كما أنّ هذا اللون التوشيحي، سيشكّل في فترة متقدّمة ركيزة من ركائز المتن الأدبي لموسيقى الآلة.
لكن ما يهمّنا هنا؛ هو أنّ التّوشيح رسّخ لثقافة غنائية تعتمد التنوّع اللحني داخل المقطوعة الواحدة، الذي كان يسم الأغاني الشعبية السائدة في تلك الحقبة، والتي اعتمدت على آلة الأرغن كوسيلة في عملية التلحين. والأرغن هي آلة موسيقية ترافق غناء الموشّحات آنذاك، وهي طريقة جديدة الأكيد أنّها ترسّخت مع الزمن، وأصبح لها متذوّقوها. بل إنّ نظام الموشحات اعتمد التعدّد في الألحان الذي يتماشى والتغيير الجديد في شكل الموشّحة بين الأقفال والأغصان. بل تمّت الاستعانة بحروف لملء فراغ الجملة اللحنية، وهذا ما أ شار إليه صفي الدّين الحلي عندما أورد قول ابن بقي"
مَنْ طالِبٌ           ثارَ قتلي ظبيَاتُ الحدوجِ                    فتّاناتُ الحجيجِ
فإنّ التلحين لا يستقيم إلا بأن يقول >>لا لا << بين الجزءين الجيمين من هذا القفل"، وهذا ما استعانت به موسيقى الآلة كذلك في عملية الغناء، والتي تعرف موسيقيّا بالنّنات.
وعليه، فالمرحلة التي تلت زرياب اتسمت بالانفتاح على أذواق موسيقية متنوّعة، تعكس وحدة المصير الفنّي المشترك؛ ذلك أنّ الموسيقى وحّدت الأطياف المتساكنة في شبه الجزيرة الإيبرية، واستجابت لتعدّد الأذواق وتنوّعها.

## إضافات ابن باجة

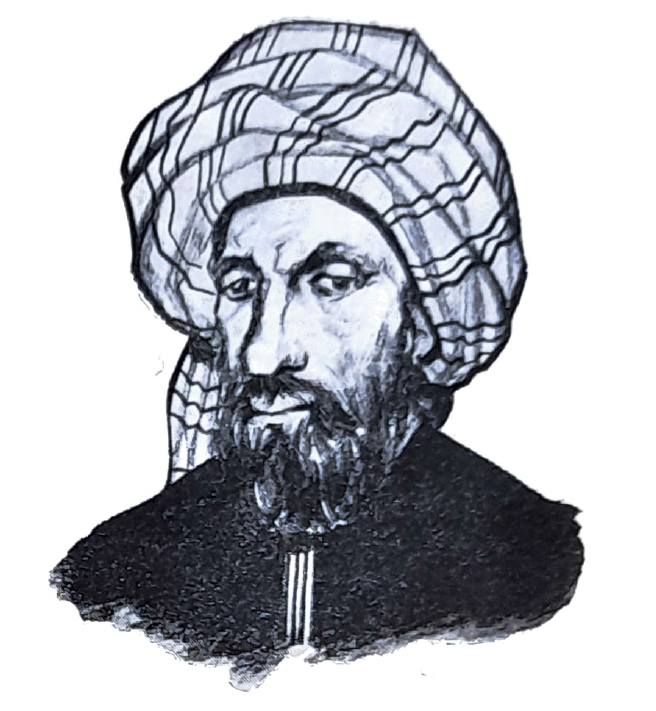
ابن باجة

التنوّع والثراء الموسيقي الذي تلا ظهور الموشّح، تفاعل معه الفيلسوف أبو بكر محمد بن الحسين بن باجة (487 / 533هـ ـ 1094/ 1139م) الذي عمد إلى جمع ما تفرّق من هذه الموسيقى، بعد فترة فراغ مرّت بها؛ حيث وضع ألحانها بطريقة مغايرة اعتمدت التهذيب والتنقيح.
ابن باجة بين أكثر الأشكال الموسيقية انتشارا في بلاد الأندلس، ممّا أنتج رؤية موسيقية جديدة تبنّاها سكّان تلك الجغرافيا، وتركوا ما سواها. فقد أخبر التيفاشي  أن ابن باجة «هذّب الإستهلال والعمل ومزج غناء النصارى بغناء المشرق، واخترع طريقة لا توجد إلا بالأندلس؛ مال إليها طبع أهلها فرفضوا ما سواها".
وتنقيحه هذا يظهر ما لحق هذه الموسيقى من شوائب؛ ممّا يشي أنّ طريقة الغناء التقليدي أصابتها متغيّرات، وزاغت عمّا رسمه زرياب للنشيد. وهو شيء طبيعي مادامت المدّة الفاصلة بين تقعيد زرياب، وتجديد ابن باجة وصلت حوالي قرنين من الزّمن، وهي فترة عرفت مستجدات غنائية وموسيقية ترّسخت في بلاد الأندلس. فبالإضافة إلى غناء العرب، نجد غناء النّصارى. وحيث شكّلت الموشّحات النموذج الغنائي الجديد الذي ساهم ابن باجة في تلحينه بشكل لافت.
فالأكيد أنّ المزج بين طريقتين مختلفتين في الغناء، تطلّب من ابن باجة مجهودًا جبّارًا من أجل تخريج موسيقي جديد، ستشتغل فيه النوبة. وفق مقاييس جديدة، استجابت للأذواق المتعايشة في بلاد الأندلس كمرحلة أولى، قبل أن تعبر المتوسط، لتصل بلاد المغرب العربي عامّة والمغرب الأقصى على وجه التدقيق. وهو تجديد شمل القوالب التي كانت تؤدّى بها النوبة، من حيث المراحل المشكّلة لعملية أدائها؛ من خلال الاعتماد أوّلا على الطريقة الزريابية في أداء النوّبة، وتوظيف منحى لحني جديد استعان بالأشكال الموسيقية الجديدة التي ترسّخت في بلاد الأندلس والتي اعتبر الموشّح النموذج الشعري الذي تولّد عنها.
نفس الطموح استمرّ لدى ابن باجة، عندما استقرّ في مدينة فاس حوالي سنة (1118م / 511هـ) لمدّة ناهزت عشرين سنة - حيث اشتغل كوزير ليحيى بن يوسف بن تاشفين.و للإشارة فقد اعتبرت فترة المرابطين (447-541هـ /1055-1146م) وخصوصا في نهايتها، بداية التطبيع الموسيقي بين العدوتين؛ حيث دخلت هذه الموسيقى المغرب بعد توحيده مع الأندلس.    
فساهم ابن باجة في ترسيخ نهج موسيقي جديد، هو امتداد لما أحدثه في بلاد الأندلس، فكان طبيعيا أن يتبنّى نفس المسلك، رغم انشغالاته في تدبير شؤون الدولة. لقد كان ابن باجة «بحق أوّل من أدخل التلاحين الأندلسية إلى المغرب، وقد مكّنه طول استقراره به من نشرها وتعليمها في ظل الدولة الحاكمة ورؤسائها».
لكن الصعوبة التي تعترض الباحث في تاريخ موسيقى الآلة - وخصوصًا في فترة ما بعد زرياب وابن باجة - هو قلّة الأبحاث التي تطرّقت لهذه الموسيقى، فصعوبة الاهتداء إلى تطوّر هذه الموسيقى، ستجعل الباحث، غير قادر على معرفة الطرائق التي ميّزتها في فترات بعينها. فلا نملك إلاّ إشارات لأسماء موسيقيين أخذوا المشعل كـابن جودي وابن الحمارة والحسين ابن الحاسب المرسي.

## انتقال موسيقى الآلة إلى بلاد المغرب الأقصى
ونحن نتحدّث عن صنيع ابن باجة سواء في العدوتين المغرب والأندلس، نشير إلى أنّ الموسيقى في العصر المرابطي قد تأثّرت أيضًا ببعض المؤثرات؛ من ذلك تيار التصوّف الذي احتضنته الزوايا؛ حيث ارتبط بحلقات الذكر و«الإنشاد الديني». وحيث حافظت الطرق الصوفية على نمطية الغناء التقليدي.
لكن في العصر الموحّدي (541-668هـ/ 1147-1269م) لم تحافظ فيه الموسيقى عموما، والموسيقى المقنّنة على وجه التخصيص على بريقها الذي اكتسبته في السابق بل خفت وهجها، نظرا لأن الإيديولوجية التي حكمت الموحّدين في بدايتهم، لم تُطق انتشار ثقافة القيان التي ازدهرت أكثر من اللازم.
فقد واجه الحكّام آنذاك في بداية دولتهم وبحزم مراكز بيع الآلات الموسيقية؛ وذلك من أجل الحدّ من سطوة الغناء التي انتشرت في العهود السابقة. لكن هذا الحزم سرعان ما تراجعت حدّته «وعادت تجارة القيان للظهور بالمغرب، حيث تعرض جوار بارعات في الألحان الأندلسية بعدما يتعلمنها في إشبيلية». فقد ساهمن – أي الجواري- في نهضة موسيقية في المغرب، من خلال ترسيخ طبوع الموسيقى الوافدة من الأندلس إلى المغرب، وخصوصا الغناء المُلقّن القائم على الحفظ.

## دور الموسيقى الدينية في الحفاظ على موسيقى الآلة
في مقابل خفوت الموسيقى الدنيوية في المغرب-وانحصار معظمها بين أسوار القصور ولدى الفئة النّافدة في المجتمع- ازدهر فنّ الأمداح النبوية والأذكار والأوراد، ساعده على ذلك النمو المتزايد للتصوّف خلال القرنين السادس والسابع للهجرة (الثاني والثالث عشر للميلاد).وفي هذه الفترة أيضا، انفتحت الطرق الصوفية المغربية  على الغناء بشتّى أشكاله ممّا شكّل قفزة نوعية في تاريخ السماع   الصوفي الذي وظّف فيما بعد مجموعة من الآلات من قبيل آلتي الناي والعود"؛ وهو  سماع تبنّى مع مرور الوقت طابع موسيقى الآلة .
 ابن الدراج السبتي (ت 693هـ ـ 1294م)، أشار إلى أنّ ماكان يتغنّى به في المغرب في القرن الثالث عشر الميلادي/ السابع الهجري «ليس على طرائق أهل الموسيقى وصنعة أرباب الغناء، بل هو أقرب إلى المجمع على إباحته عند العلماء، [من قبيل] مدح المصطفى سيد ولد آدم وخاتم الأنبياء، وإمّا مشوّقات إلى البيت [...] وإمّا زهديات في الدنيا ومتاعها [...] وإمّا وعظيات تذكر العبد بذنبه». وهذا يدلّ على ازدهار الغناء الديني بأنماطه المتنوّعة، كما يشي أنّ التطبيع بين الغناء الديني في أشكاله المتعدّدة، وبين الموسيقى الوافدة من الأندلس لم تتم إلا في مراحل متقدّمة؛ والمتمثّلة في ترسيم الاحتفال بعيد المولد النبوي الشريف؛ حيث كان يتبارى أجود المنشدين للتغنّي بأشعار المديح. وهو تحوّل مهم في الموسيقى الدينية الصوفية بالمغرب، التي انخرطت في أساليب الغناء المقنّن، وخصوصا مادّة الإنشاد الديني.
  وإلى جانب هذا المستوى من الغناء الذي حفل به العصر المريني، اشتهر صيت بعض المغنّيين؛ من قبيل إبراهيم ابن الطرّاحة، ومحمد بن يعقوب، وابن أبي ضربة، والمريني. والواضح أنّ غناءهم خضع لتأثيرات متعدّدة، الأكيد أنّ المدرسة البلنسية، ساهمت في ترسيخ تشكيل جديد للنوبة، وإن كان تأثيرها منحصرا في مستويات دنيا.

## ولادة موسيقية جديدة

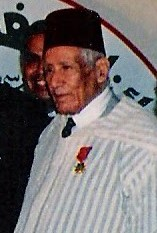
عبد الكريم الرايس أحد رواد موسيقى الآلة

وهي ولادة ابتدأت مع التأثير الغرناطي، ففي العصر الوطّاّسي (875 / 961هـ ـ 1471/ 1554م)، دخلت موسيقى جديدة مع الهجرات الأندلسية الأخيرة في الفترتين: الوطّاسية والسعدية. وتظل فترة حكم الوطاسيين شاهدة على بداية التأليف النظري في موسيقى الآلة؛ من خلال نضج ما اصطلح عليه في الأدبيات الموسيقية بنظرية الطبوع والطبائع. فأحمد الونشريسي (ت 955هـ ـ 1549م) أبدع في استخراج الطبوع الموسيقية ـ في ذلك العهد ـ وما تفرّع عن أصولها، وعلاقتها بالطبائع الإنسانية.
وبعدما استقبل المغرب مهاجري غرناطة بعد سقوطها سنة 1492م، انصهر أسلوب المدرسة الغرناطية طريقة غناء الموسيقى البلنسية  ليتولّد عن ذلك منهجا جديدا في الأداء والغناء.والراجح أنّ هذه الفترة قد غيّرت الكثير من خصوصيات هذه الموسيقى، إن شعريا أو لحنيّا أو مقاميا.
في عهد السعديين (961/ 1069هـ ـ 1554/ 1659م) سيظهر هذا التجديد جليّا، فالفشتالي سيقدّم صورة واضحة عن مميّزات الاحتفال بذكرى المولد النبوي الشريف، خصوصا في عهد أحمد المنصور الذهبي (الذي بويع سنة 986هـ / 1578م). وما كان يتخلّل ذلك الاحتفال من مديح للرسول عليه الصلاة والسلام.و ذكر  نوبات المنشدين للبيت من نفيس الشعر. يعتبر هذا النص أوّل الوثائق التاريخية التي تكشف لنا معطى جديدا؛ ذلكم المتمثّل في الغناء الجماعي لدى أهل الذكر والمزحزحون، والقائم على ترجيع الأصوات. ممّا يؤكد أن الغناء لدى هذه الفئة اتّخذ مجرى آخر، باعتماد أسلوب جماعي في الغناء بدل الأسلوب الفردي.
بل إنّ العصر السعدي عرف ظاهرة الأجواق، وهذا ما حدّثنا به عبد الهادي التازي في تحريره لموسوعته عن التاريخ الديبلوماسي للمغرب، أنّه «عندما زار المغرب السفير البريطاني على العهد السعدي: جيل بين Giles penn، وجدناه يتحدّث عن جوقة كانت تعزف الآلة، التي كانت تنبعث من خلال مشرفيات ساترة لأهل الغناء، الأمر الذي كان يزيد في بهاء الاستقبالات الملكية»، ونعلم أنّ الأجواق تعزف وتغنّي بشكل جماعي.
ويبقى العصر السّعدي لحظة مهمة في تاريخ الموسيقى المقنّنة«الآلة»، فعلاّل البطلة أبدع في إخراج تشكيل نغمي جديد، سُمّي بنوبة الإستهلال، وهي عمليّة الأكيد أنّها لم تكن الأولى أو الأخيرة. إنّ عملا مهمّا  كصنيع البطلة، أو ما قام به مجموعة من الموسيقيين الذين قاموا بتلحين مجموعة من الصنعات الشعرية ؛ وهي عادة أظنّ أنّها ابتدأت قبل ذلك بكثير؛ فابن باجة بما أضافه من تقنيات جديدة في العزف والغناء، ومن سار على نهجه، كابن جودي وابن الحمارة  وابن الحاسب وغيرهم؛ وهو اجتهاد موسيقي حافظ على الأصول، وعزّز من بنية النوبة في موسيقى الآلة.
فما نستشفّه من خلال ما وصلنا من نصوص تاريخية، هو أنّ العرب والمسلمون الذين استقرّوا بالمغرب قد نقلوا تجربة موسيقية ، تعتبر خلاصة ما أنتجه الفكر الأندلسي عزفا وغناء. وهي تجربة أكسبت النص الموسيقي المغربي في مستواه العالِم أبعادا جديدة، مازال البعض منها متداولا لحدّ الآن.
لكن تبقى الوثيقة - السّبق التي قدّمت لنا صورة واضحة عن خصوصيات النوبة في موسيقى الآلة المغربية، هو ما جاء به كتاب«إيقاد الشموع للذّة المسموع بنغمات الطّبوع» لـ محمد البوعصامي ، حيث جمع في مؤلّفه ديوان الأشعار الملحنّة مرتّبة بحسب الطبوع، كما عمل على ترتيب طبوع موسيقى الآلة وفق ترتيب جديد عدّل فيه وأعاد تقسيمه مخالفا في ذلك من سبقه، ومتحدّثا عن علاقتها بالطبائع الإنسانيّة.
وهذا العمل يطلعنا عن طبيعة الأشعار الملحّنة، والتي لم تخرج عن ثلاثة أصناف: الأزجال، التوشيحات، والأشعار التقليدية. كما أشار إلى الميازين الأربعة المستعملة في عصره: البسيط، القائم ونصف، البطايحي، القدام. دون أن يشير إلى ميزان الدّرج؛ وهذا التفريع الجديد للنوبة هو الذي سيضعنا أمام التغيير الحقيقي الذي مسّ موسيقى الآلة.
وهذا التصنيف الذي قام به البوعصامي، يشكّل أول مصدر يكشف عن الخصوصيات الجديدة لموسيقى الآلة. وهي خصوصيات مُزجت بنفس موسيقي محلي، استفاد من تنوّع الروافد الموسيقية المغربية من عرب وأمازيغ وأفارقة؛ فطريقة جمع الأشعار وترتيبها وكذا الحديث عن استخراج النغمات من العود، والإشارة لعلاقة الطبوع بالطبائع، وهي علاقة استشفّها من منظومة الونشريسي، وهي الوثيقة التي أغرت البوعصامي لإعادة تعديل تصنيف الطبوع. ممّا يرجّح فرضية؛ مفادها أنّ هناك محاولات سبقت «إيقاد الشموع» بنى عليه منهجيته في التأليف. وهي أعمال جنحت إلى تجميع ما تواتر من ألحان وطبوع موسيقى الآلة؛ ومن أبرز المحاولات التي عنت بذلك، نجد«في أصول الغناء» وهو مخطوط لمؤلف مجهول، يرجع تأليفه للقرن السادس عشر الهجري بحسب رواية عبد السلام الشامي الذي يتوفّر على نسخة منه، وهو عبارة عن ديوان شعري تتقدّمه مقدمة من ثمانين صفحة يتحدّث فيها عن علم الموسيقى والأنغام والطبوع وموقف العلماء منها. وهذا المخطوط سيشكّل بعد تحقيقه إضافة نوعيّة ستظهر حلقة مهمّة مفقودة من تاريخ موسيقى الآلة المغربية.

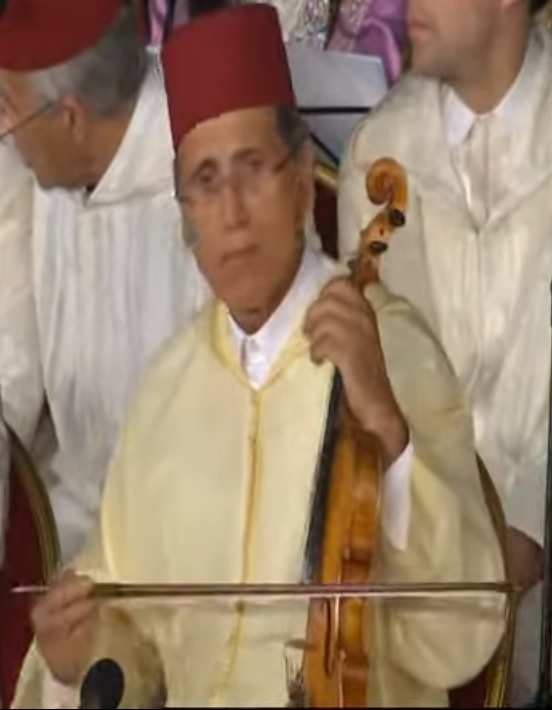
محمد ابريول رئيس جوق عبد الكريم الرايس لموسيقى الآلة

محمد بن الحسين الحايك التطواني سيأتي بدوره ليحاول جمع ما تفرّق من غناء النوّبة في صدور الحفظة، وما خطّ في ثنايا المخطوطات التي عثر عليها. وقد شكّل عمله هذا مع مرور الأيّام مرجعا مهمّا للموسيقيين الآليين وكذا للباحثين والمهتمّين بالشأن الموسيقي الكلاسيكي. نظرا لأنّ صنيعه اتّسم بقدرة هائلة على توثيق الأشعار المغنّاة وفق مقاربة جديدة، اعتمدت على التّدقيق والتمحيص، وإغناء الصنعة المغنّاة بالإشارة إلى عدد أدوارها الإيقاعية.
وفي عام (1302هـ/ 1885م)، ستظهر مستجدّات أخرى مع <<كناش محمد بن العربي بن المختار الجامعي>> ؛ حيث أصبح الميزان يؤدّى وفق ثلاثة مراحل إيقاعية «الموسع، القنطرة، الإنصراف». وبذلك نضجت التغييرات التي مسّت العمق الأدائي للنوبة. حيث ظهرت اللّمسة المغربية على أداء النوبة، وفق مسار ابتدأ منذ دخول هذه الموسيقى إلى المغرب؛ وهو مسار تميّز بإضافات عميقة مسّت بنية النوبة إن عزفا أو غناء أوشعرا. حيث الطابع الذي ميّز هذه الموسيقى هو تطعيم النّوبة الموسيقية بألحان وإيقاعات وطبوع جديدة، وهو عُرف  ما زال مستمرا إلى اليوم، ممّا يدلّ على مرونة هذه الموسيقى وقابليتها لضم أصوات لحنية جديدة تخدم عمقها وتُغني تشكيلها الموسيقي.
فموسيقى الآلة المغربية هي نتاج عمل طويل لمجموعة من الموسيقيين، ابتدأ في بلاد الأندلس حيث تساكنت أعراق مختلفة في تلك الربوع. لكن يبقى لزرياب القادم من المشرق اللمسة الكبرى في تطوير هذه الموسيقى إن موسيقيا أو غنائيا. وهي طريقة استمرت لقرون. لكن طبيعة التحولات التي عرفها المجتمع الأندلسي وظهور الموشّح والرغبة في التجديد؛ وهي إشارات التقطها ابن باجة الذي مزج بين الأشكال الغنائية المتوفرة في عصره. واعتبر عمله إضافة مهمة لواقع هذه الموسيقى التي عبرت الحدود إلى الدول المجاورة. من ذلك المغرب الأقصى الذي احتضن هذه الموسيقى نتيجة التبعية السياسية لبلاد الأندلس للسلطة الحاكمة في المغرب. فكان طبيعيا أن يتم التبادل في أوجه متعددة منها التبادل الثقافي والفني. فاستقرت هذه الموسيقى وتبناها المغاربة وأضافوا إليها وعدّلوا فيها حتى استوى عودها في الشكل المسموع حاليا. وهي جهود امتدت لقرون. واستحقت بالتالي أن تكون تراثا لاماديا مغربيا وعالميا.

## الهوامش
1. ↑  هي:آلة موسيقة نفخية، بها منافيخ جلدية وأنابيب ومفاتيح لتنغيم الصوت.
2. ↑  فيعرفها أحمد عيدون بأنّها "مجموعة ضخمة من القطع الصوتية والآلية تدور في شكل أساسي وتتم عن طريق خمسة هيئات، إنّها تراكم سنوات طويلة لذخيرة شعرية تعتمد على أسلوب وطريقة خاصّة للغناء والأداء الموسيقي."
3. ↑  السماع هو"ترتيل الأشعار الصوفية [...] في إطار شكل موسيقي روحي مخصوص يتوسل بالشعر والنغم لبلوغ غايات روحية تتفق مع مرامي ومراقي طرق القوم ومسلكهم الصوفي"
4. ↑  ويصل عدد نوبات موسيقى الآلة إلى إحدى عشر نوبة هي: نوبة رمل الماية، ونوبة إصبهان، ونوبة الماية، ونوبة الإستهلال، ونوبة الذيل، ونوبة غريبة الحسين، ونوبة الحجاز المشرقي (موضوع الدراسة)، ونوبة الرصد، ونوبة الحجاز الكبير،ونوبة عراق العجم، ونوبة العشاق.